# Палатин Венгрии
Палати́н (венг. nádorispán или nádor; словац. nádvorný župan или nádvorný špán, позднее palatín либо nádvorník; нем. Palatin) — высшая после короля государственная должность в Венгерском королевстве до 1848 года, высший сановник государства, наместник короля.
Палатин иногда именовался вице-королём Венгрии. Палатин совмещал функции премьер-министра и верховного судьи королевства.

## История
Первоначально палатины назначались королями Венгрии. Первым палатином Венгрии в начале XI века стал Самуил Аба, назначенный на эту должность первым королём Венгрии Иштваном I Святым.
Впоследствии палатины избирались сеймом Венгерского королевства из числа ключевых представителей венгерской аристократии.
С XVI века, после постепенного вхождения Венгерского королевства в состав Империи австрийских Габсбургов, серьёзнейшее влияние на избрание палатинов стали оказывать императоры Священной Римской империи германской нации, принявшие также и титул королей Венгрии.
Габсбурги, правившие Священной Римской империей, а затем Австрийской империей старались всячески ограничивать влияние палатинов, чтобы занимающие эти должности лица не приобретали слишком большой власти. Были случаи, когда должность палатина в течение ряда лет являлась вакантной, хоть и не была упразднена (при Леопольде I, Карле VI, Марии Терезии, Иосифе II и другие). Так, при Марии Терезии и Иосифе II из-за конфликта империи с венгерским дворянством, которое сопротивлялось реформам и продолжало защищать все свои привилегии (освобождение от налогов и другие), Габсбурги (после смерти Лайоша Баттьяни — последнего палатина из числа венгерской аристократии) оставляли вакантной должность палатина c 1765 по 1790 год, перестали созывать венгерский сейм (государственное собрание) и самостоятельно назначали в Венгерское королевство наместников. С конца XVIII века должности палатинов, как и должности венгерских королей, стали занимать представители династии Габсбургов. Королями Венгрии провозглашались императоры Священной Римской империи (с 1804 года — Австрийской империи), а палатинами Венгрии избирались их сыновья-эрцгерцоги.
С 1790 года и до конца существования палатината палатинами Венгрии были только представители королевской династии Габсбургов, а сама должность палатина передавалась им по наследству, хотя формально палатинами их избирал венгерский сейм. Так, в 1790 году на должность палатина, вакантную с 1765 года, был избран восемнадцатилетний сын императора Леопольда II эрцгерцог Австрийский Александр Леопольд Австрийский, после гибели которого в 1795 году палатином по наследству стал его двадцатилетний младший брат эрцгерцог Австрийский Иосиф Австрийский.
В 1799—1801 годах палатиной венгерской была великая княгиня Александра Павловна — старшая дочь российского императора Павла I, первая жена палатина Иосифа Австрийского.
Последним полновластным палатином из династии Габсбургов в 1847—1848 годах был сын Иосифа Австрийского эрцгерцог Австрийский Стефан Франц Австрийский, отказавшийся от палатината в ходе революции 1848—1849.
После революции 1848—1849 годов палатин имел символические функции. На смену палатинату, который ассоциировался уже не только с венгерскими традициями, но и с австрийскими Габсбургами, пришли премьер-министры Венгерского королевства, которыми становились венгерские политики. Должность палатина номинально сохранялась до конца правления в Венгрии австрийских Габсбургов, но фактически превратилась в титул без полномочий. Отказавшийся от палатината и отошедший от государственных дел Стефан Франц Австрийский номинально продолжал оставаться палатином вплоть до своей смерти в 1867 году. Затем номинальным палатином стал его сводный брат Йозеф Карл Габсбург-Лотарингский. Последним номинальным палатином был Иосиф Август Австрийский. Институт палатината был окончательно отменён и ликвидирован в 1918 году после утраты власти Габсбургов над Венгерским королевством. Само Венгерское королевство вновь существовало с 1920 по 1946 год, но уже без палатината, даже символического.

## Интересные факты
- В 1799—1801 годах палатиной венгерской была великая княгиня Александра Павловна — старшая дочь российского императора Павла I, первая жена палатина Иосифа Австрийского.